# Rhypopteryx tylota
Rhypopteryx tylota är en fjärilsart som beskrevs av Collenette 1957. Rhypopteryx tylota ingår i släktet Rhypopteryx och familjen tofsspinnare. Inga underarter finns listade.